# Phileas Fogg

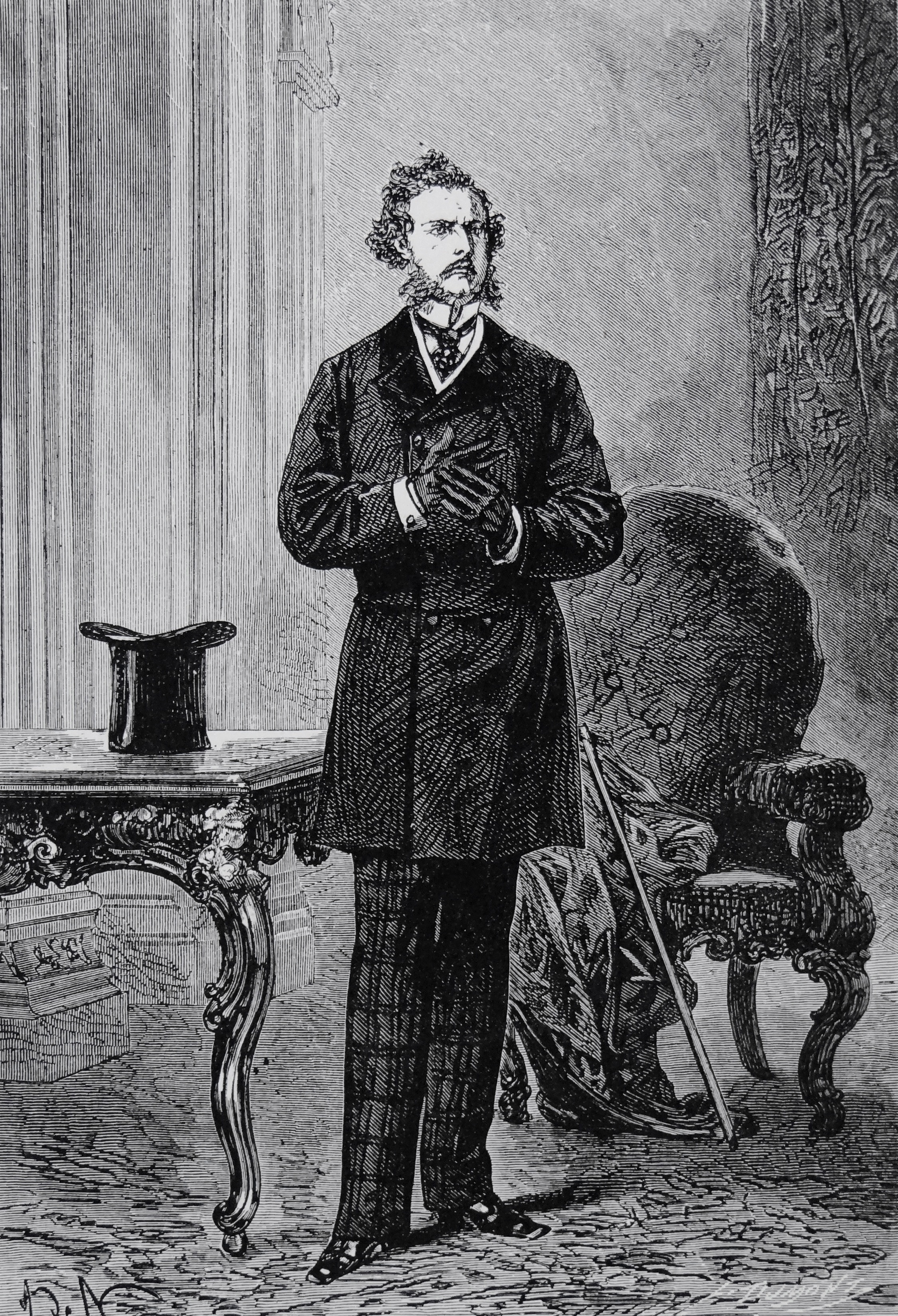
Fileas Fogg wg ilustracji powieści autorstwa Alphonse'a de Neuville'a

Fileas Fogg lub Filip Fogg (oryginalna pisownia Phileas Fogg) – postać literacka z powieści francuskiego pisarza Juliusza Verne’a pt. W osiemdziesiąt dni dookoła świata (1872).

## Charakterystyka postaci
Był to bogaty, angielski dżentelmen, który dla wygrania zakładu miał dokonać podróży dookoła świata. W przypadku przegranej, musiał by zapłacić dwadzieścia tysięcy funtów. Starał się uczynić to w czasie nie dłuższym niż 80 dni, korzystał przy tym z rozmaitych środków komunikacji dostępnych w owym czasie oraz z nowo wybudowanego Kanału Sueskiego.
W podróży towarzyszył mu francuski służący, Passepartout (w polskich tłumaczeniach: Obieżyświat). Detektyw Fix, tropiący podróżnika, podejrzewał, że Fogg był poszukiwanym przez Scotland Yard złodziejem, który okradł jeden z londyńskich banków.